# Juan Félix Sánchez
Juan Félix Sánchez, de son nom complet Juan Félix Sánchez Sánchez est un artiste et artisan vénézuélien, né à San Rafael de Mucuchíes (es) (Mérida) le 16 mai 1900 et mort dans la même ville le 18 avril 1997. Artiste éclectique, tisseur et architecte autodidacte, il a notamment conçu la  Capilla de San Rafael de Mucuchíes, et à El Tisure, une zone montagneuse des Andes vénézuéliennes, le Capilla del Filo, et celle d'El Bohío , dédiée à Notre-Dame de Coromoto.

## Carrière
Pendant sa présidence de la commission communale de San Rafael (1929-1933), il s'occupe de l'alimentation électrique du village.

## Hommages
Sánchez a fait l'objet de plusieurs documentaires, notamment Tisure, et Juan Félix Sánchez de Calogero Salvo.

## Prix
- Premio "Aquiles Nazoa", 1987.
- Premio Nacional de Artes Plásticas, 1989.

## Galerie

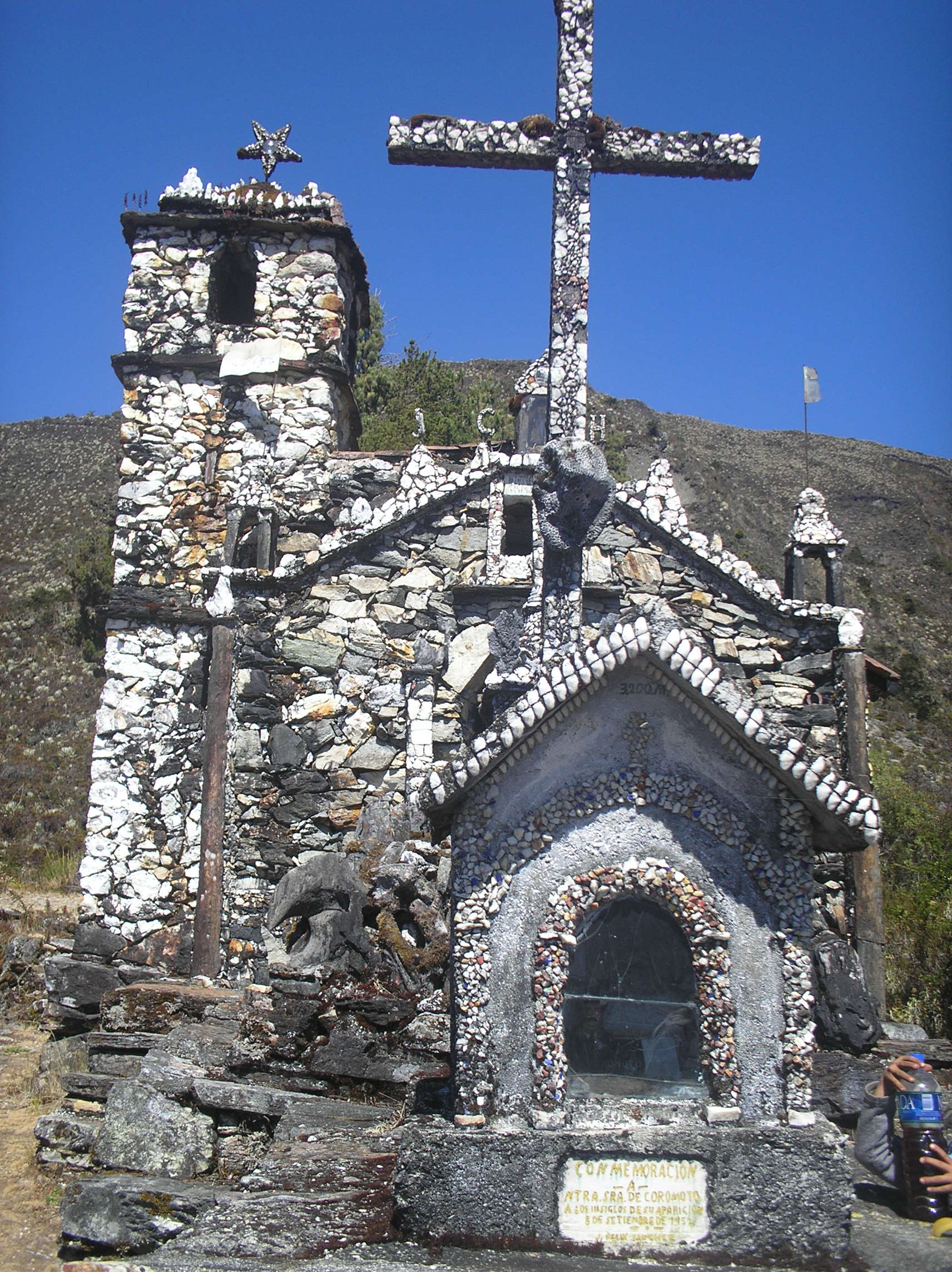
Chapelle du Tisure
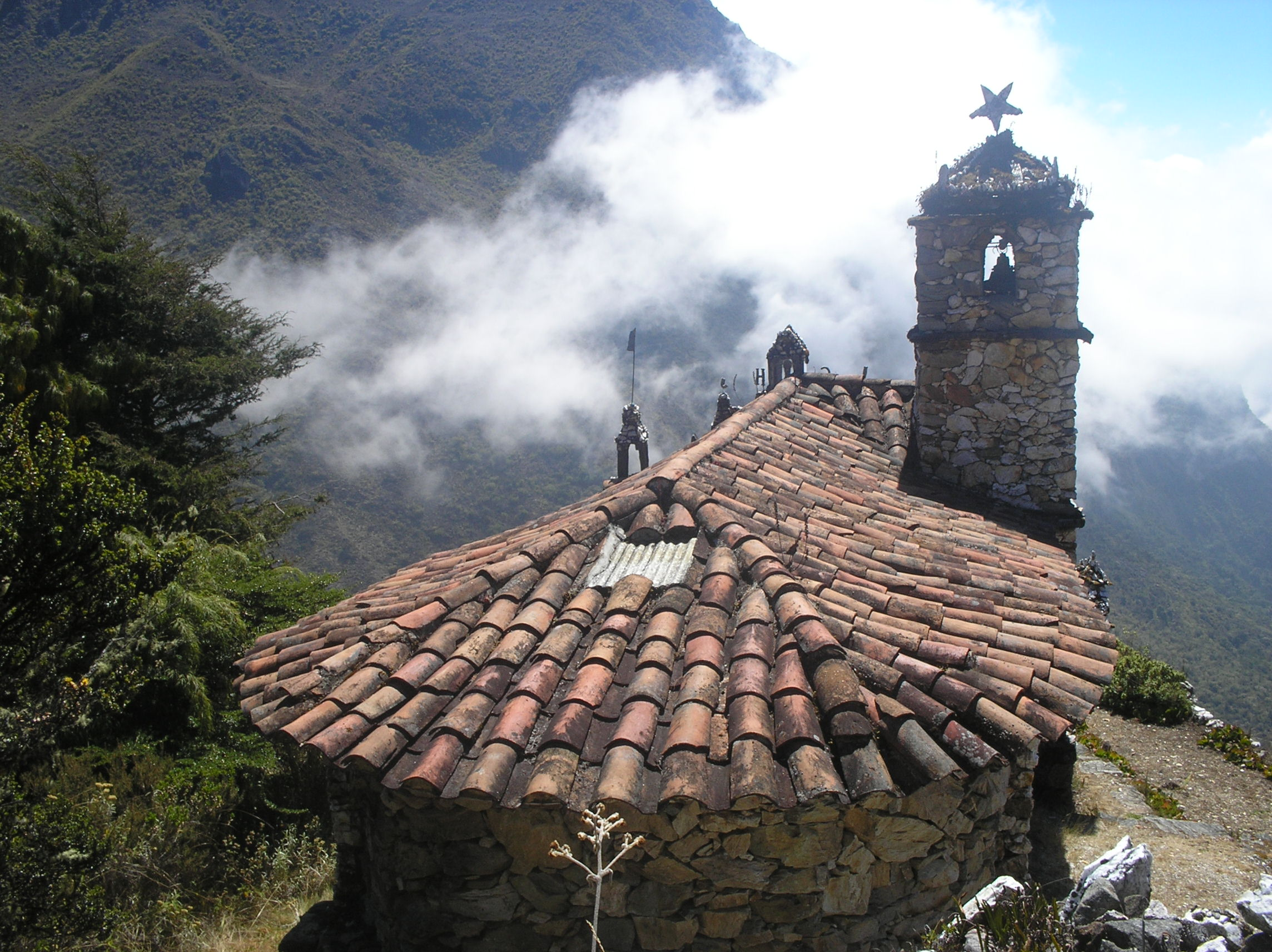
Chapelle du Tisure, vue postérieure.
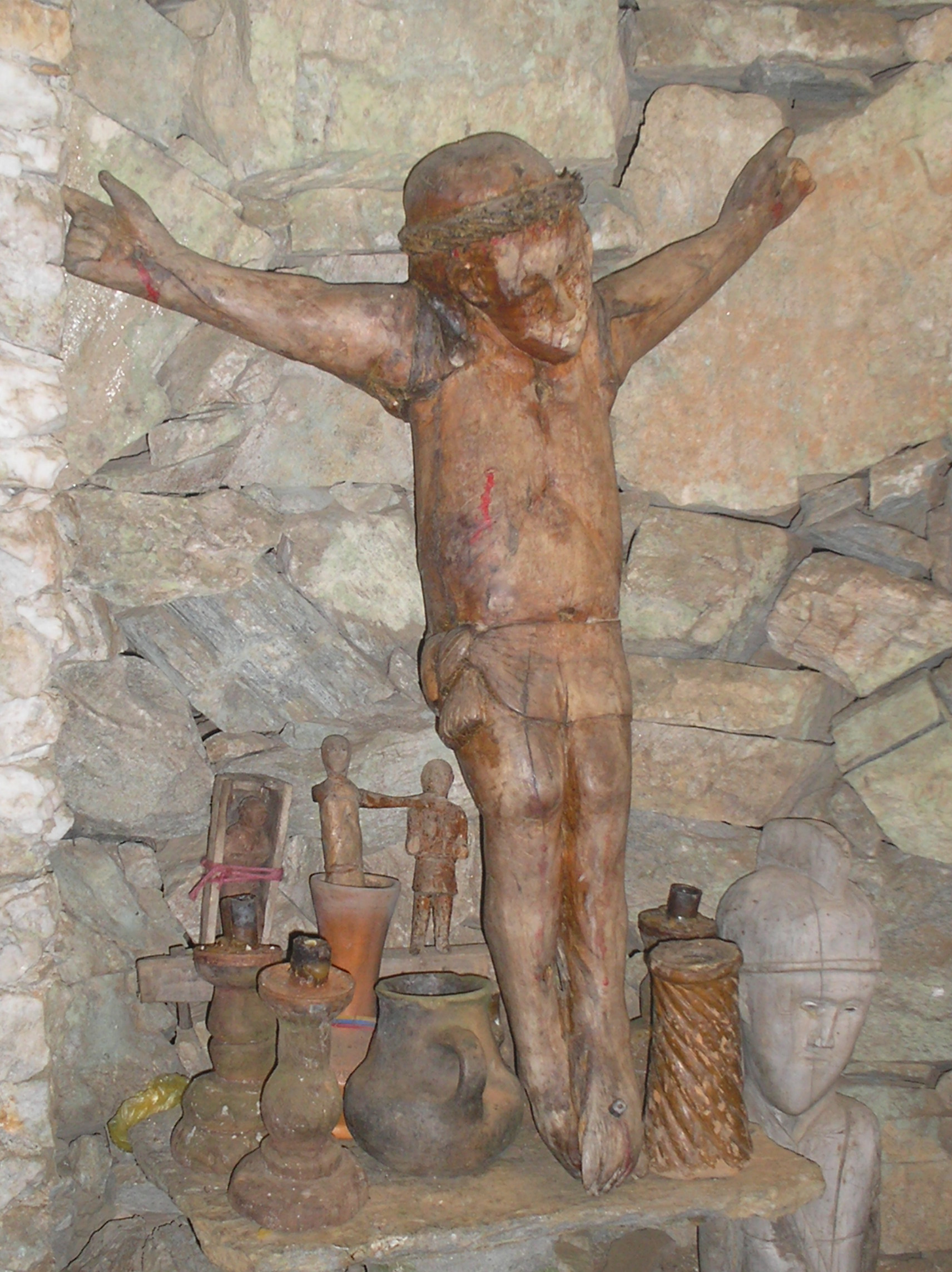
Sculpture en bois du Christ

## Liens  externes
- (es) Biographie sur le portail de l'université des Andes
- (es) Mini portal bibliográfico